# Wiesław Gawłowski
Wiesław Stanisław Gawłowski, ps. Mały lub Gaweł (ur. 19 maja 1950 w Tomaszowie Mazowieckim, zm. 14 listopada 2000 w Białobrzegach) – siatkarz, trener, mistrz świata z Meksyku i mistrz olimpijski z Montrealu, w reprezentacji narodowej rozegrał 366 spotkań (1969–1980), co do niedawna było rekordem w polskiej siatkówce. Zginął w wypadku samochodowym na trasie ze Słupna do Białołęki koło Płocka, 14 listopada 2000 r.

## Życiorys
Był synem Józefa i Marii Hajda. W roku 1968 ukończył najstarszą w Tomaszowie szkołę średnią – I LO im. J. Dąbrowskiego. Studiował na AWF-ie w Warszawie, którą ukończył w 1974 roku. Jego praca magisterska nosiła tytuł „Analiza gry reprezentacji Polski w piłce siatkowej mężczyzn na mistrzostwach świata w Sofii 1970”. Napisał ją pod kierunkiem Zygmunta Krausa. Miał żonę Barbarę oraz dwóch synów: Macieja oraz Wojciecha.

## Kariera
Siatkówkę trenował już w szkole podstawowej. Jego pierwszym trenerem był Edmund Wojewódzki. Karierę sportową zaczynał jako siatkarz Lechii Tomaszów Mazowiecki. Z Lechii trafił do AZS AWF Warszawa (1969–1973). Po studiach zasilił szeregi Płomienia Milowice (1973–1980).
Do Reprezentacji Polski trafił w wieku 16 lat. 2-krotny Mistrz Polski (1977, 1979) z Płomieniem Milowice, 3-krotny wicemistrz (1970, 1975, 1976) oraz 3-krotny brązowy medalista MP (1969, 1972, 1974). Z Płomieniem wywalczył Puchar Europy Mistrzów Krajowych (1977/78) oraz zajął 3. miejsce w sezonie 1978/79.
Mistrz świata z Meksyku (1974), 3-krotny srebrny medalista ME z Belgradu (1975), Helsinek (1977) i Paryża (1979)). 2. miejsce w PŚ w 1973 w Pradze. Najlepszy siatkarz Polski w klasyfikacji Przeglądu Sportowego (1979).
W klubie był atakującym, a w reprezentacji rozgrywającym i w tej roli zaliczany był do czołówki światowej. Trzykrotny olimpijczyk (Monachium 1972, Montreal 1976 i Moskwa 1980). W Montrealu zastąpił Stanisława Gościniaka na pozycji rozgrywającego.
Po zakończeniu reprezentacyjnej kariery wyjechał do Włoch, gdzie występował w zespole Vianello Pescara (w latach 1980–1985) i Pallavolo Pinetese (1985–1986, potem w 1986–1990 jako grający trener zespołu). 
Po zakończeniu kariery sportowej (do r. 1992) był trenerem drużyn siatkarskich w miejscowościach Pineto i w Pescara. W r. 1992 powrócił do kraju i osiadł w Piasecznie koło Warszawy. Zajmował się działalnością gospodarczą i sportową.
Odznaczony m.in. Złotym i Srebrnym Medalem za Wybitne Osiągnięcia Sportowe.
W swojej karierze siatkarza przeszedł dość zasadniczą metamorfozę wynikająca głównie (także warunków fizycznych) z potrzeb reprezentacji Polski: z atakującego (w klubie) stał się rozgrywającym i na tej pozycji zaliczany był do czołówki światowej. Panowało powszechne przekonanie, że gdyby Gawłowski miał nie 180 a 190 cm wzrostu, byłby na pewno najlepszym siatkarzem świata. Jego wszechstronność pod siatką, zarówno w ataku jak i obronie była imponująca. Podczas Mistrzostw Świata w Meksyku (1974), rozgrywającym reprezentacji Polski (uznany potem za najlepszego siatkarza mistrzostw) był Stanisław Gościniak, za którego na krótkie zmiany wchodził Gawłowski. A jednak trener Hubert Wagner przed Olimpiadą w Montrealu dokonał niespodziewanej (przez wielu uważanej za bardzo kontrowersyjną) zmiany Gawłowskiego za Stanisława Gościniaka (ten wyjechał do USA i nie wrócił już do reprezentacji). Trener argumentował swoją decyzję wszechstronnością Gawłowskiego (lepszy blok, większe zagrożenie atakiem przy tylko nieco mniejszych umiejętnościach rozegrania piłki).

## Kluby
- Lechia Tomaszów Mazowiecki
- AZS AWF Warszawa (1969–1973)
- Płomień Milowice (1973–1980)
- Vianello Pescara (1980–1985)
- Pallavolo Pinetese (1985–1986 i 1986–1990 jako grający trener)

## Sukcesy reprezentacyjne
- 1970 – 5. miejsce na Mistrzostwach Świata
- 1973 – 2. miejsce w Pucharze Świata
- 1974 –  Mistrzostwo Świata
- 1975 –  Wicemistrzostwo Europy
- 1976 –  Mistrzostwo Olimpijskie
- 1977 –  Wicemistrzostwo Europy
- 1977 – 4. miejsce w Pucharze Świata
- 1978 – 8. miejsce na Mistrzostwach Świata
- 1979 –  Wicemistrzostwo Europy
- 1979 – 8. miejsce w Pucharze Świata

## Sukcesy klubowe
- 1969 –  Brązowy medalista Mistrzostw Polski z AZS Warszawa
- 1970 –  Wicemistrzostwo Polski z AZS Warszawa
- 1972 –  Brązowy medalista Mistrzostw Polski z AZS Warszawa
- 1974 –  Brązowy medalista Mistrzostw Polski z Płomieniem Milowice
- 1975 –  Wicemistrzostwo Polski z Płomieniem Milowice
- 1976 –  Wicemistrzostwo Polski z Płomieniem Milowice
- 1977 –  Mistrzostwo Polski z Płomieniem Milowice
- 1978 –  Puchar Europy Mistrzów Krajowych z Płomieniem Milowice
- 1979 –  Mistrzostwo Polski z Płomieniem Milowice
- 1978 –  3. miejsce w Pucharze Europy Mistrzów Krajowych z Płomieniem Milowice

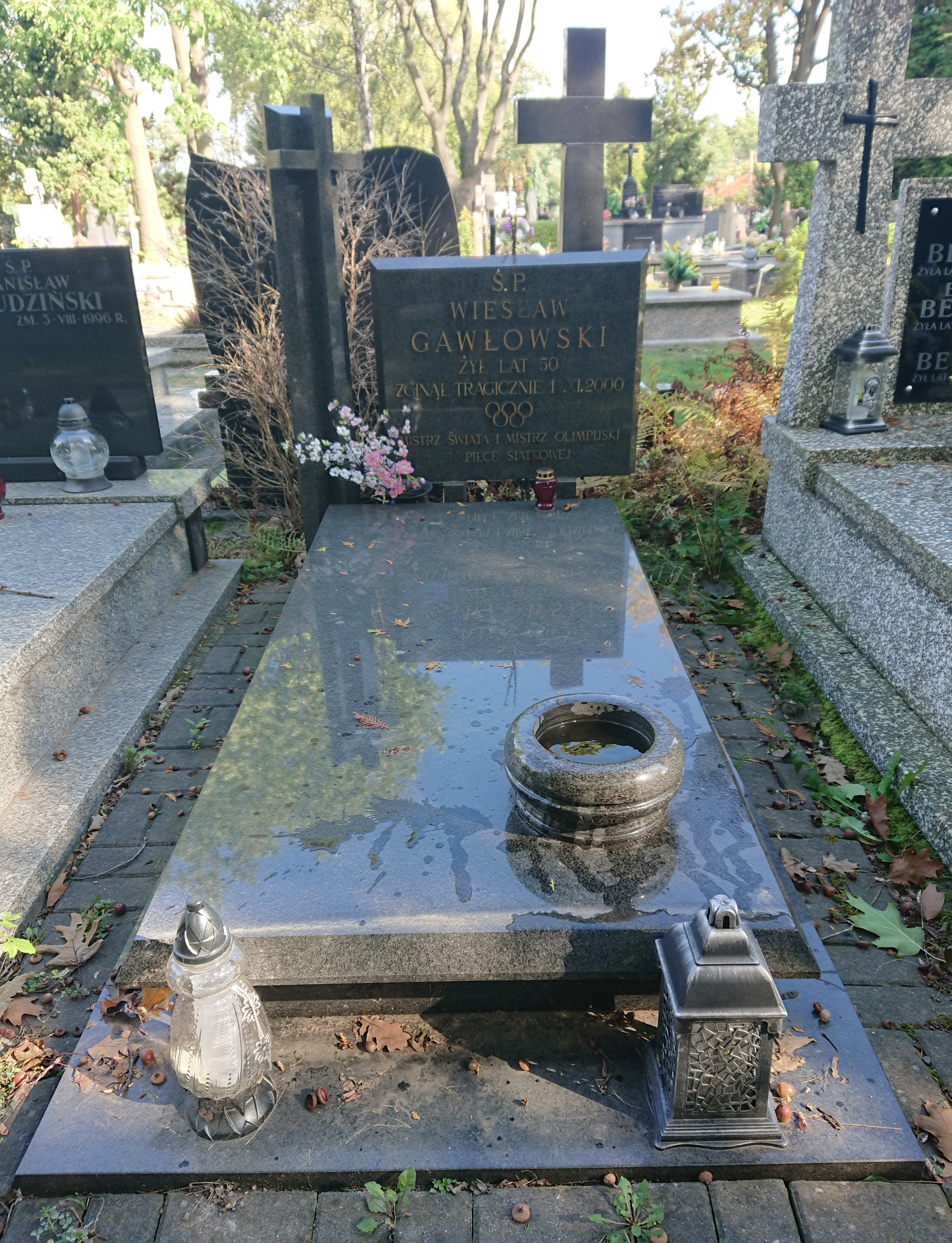
Grób Wiesława Gawłowskiego na cmentarzu komunalnym w Piasecznie

## Nagrody indywidualne
- 1979 – Najlepszy polski siatkarz według „Przeglądu Sportowego”
- Złoty medal za wybitne osiągnięcia sportowe
- Srebrny medal za wybitne osiągnięcia sportowe
- Tytuł Zasłużonego Mistrza Sportu

## Śmierć
Zginął w wypadku samochodowym 14 listopada 2000 roku w Białobrzegach pod Płockiem na trasie ze Słupna do Białołęki.